# Golestanpalatset

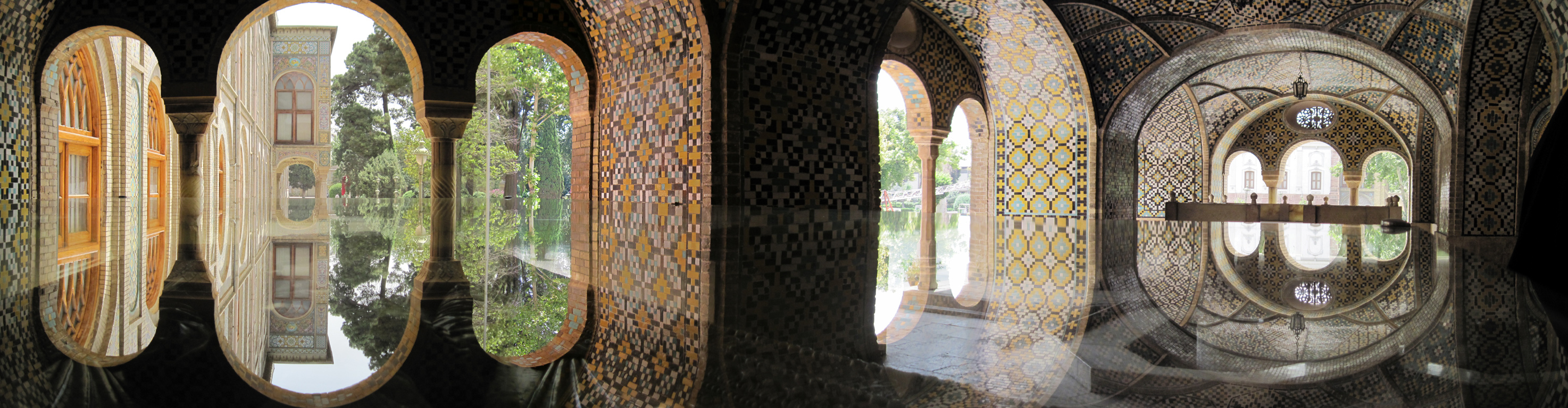
Panorama över Khalvat-e-karimkhani.

Golestanpalatset (persiska: کاخ گلستان, uttalat "Kakheh Golestān", Rosengårdspalatset) är det före detta kungliga palatset för Qajardynastin i Irans huvudstad Teheran.
Palatset, som det äldsta av Teherans historiska monument, är ett världsarv, som hör till en grupp kungliga byggnader som en gång omslöts av de lertäckta murarna runt Teherans historiska citadell.

## Historia
Citadellet byggdes under Tamasp I regeringstid (1524-1576) under Safavidiska dynastins era (1502–1736), och senare ombyggt av Karim Khan Zand (regent 1750-1779). Agha Mohamd Khan Qajar (1742–1797) valde Teheran som sin huvudstad. Citadellet blev därefter Qajardynastins område (1794–1925). Golestanpalatset och dess gård blev det kungliga residenset. Palatset fick sitt nuvarande utseende 1865 av Haji Abol-hasan Mimar Navai.
Under Pahlavieran (1925–1979) användes Golestanpalatset för formella kungliga mottagningar och Pahlavidynastin byggde sitt eget palats i Niavaran. De viktigaste ceremonierna som hölls i palatset under Pahlavidynastins era var Reza Khans kröning i Takht-e Marmar och Mohammad Reza Pahlavis kröning i Museisalen.
Mellan 1925 och 1945 förstördes en stor del av byggnaderna på order av Reza Shah som ansåg att det flera hundra år gamla Qajarpalatset skulle vara ett hinder för den moderna stadens utbredning. De gamla byggnaderna ersattes med kommersiella byggnader i 1950- och 1960-talsstil.

## Palats
Golestanpalatskomplexet omfattar 17 byggnader, inkluderat palats, museum och salar. Nästan hela komplexet uppfördes under en 200-årsperiod när Qajardynastin styrde landet. Palatsen användes för olika händelser såsom kröningar och andra större firanden.

### Takht Marmar

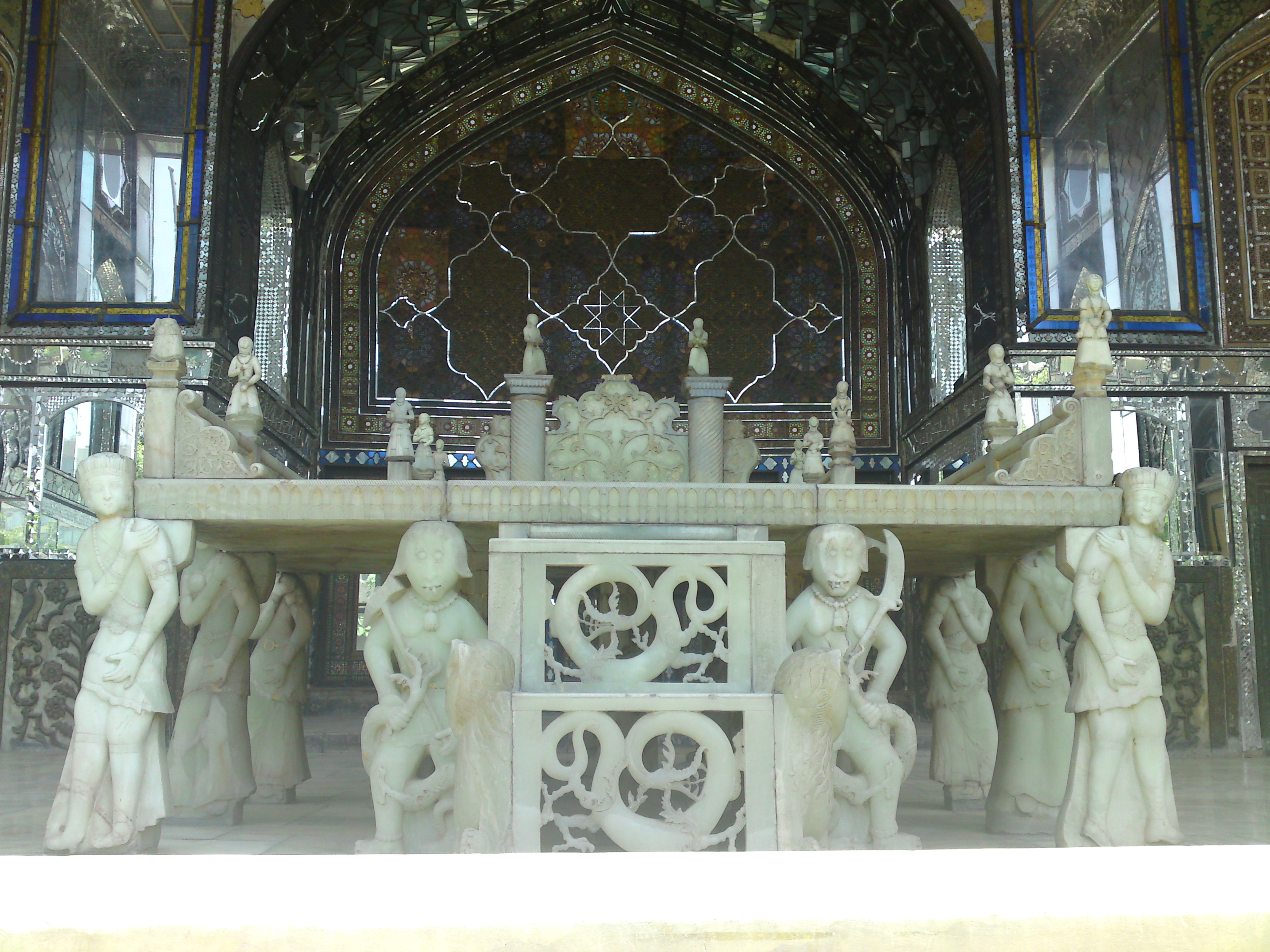
Takht Marmar.

Den spektakulära terrassen känd som Takht-e Marmar (Marmortronen) byggdes 1806 på uppdrag av Fath Ali Shah Qajar (regent 1797-1834). Tronen förkroppsligar det bästa av persisk arkitektur med sina målningar, konstverk i marmor, kakel, stuckaturer, speglar, emaljarbeten, träsniderier och gallerfönster. Marmortronen är en av de äldsta byggnaderna av det historiska citadellet. Den existerande tronen, som ligger i mitten av terrassen (iwan), är gjord av den berömda gula marmorn från Yazdprovinsen.
Tronen är gjord av sextiofem marmorblock och ritades av Mirza Baba Naghash Bashi (huvudmålare) vid Qajars hov. Mohammad Ebrahim, den kungliga murarmästaren, övervakade byggandet och flera av den tidens berömda mästare arbetade med genomförandet av detta mästerverk. De arkitektoniska detaljerna och andra ornament på terrassen färdigställdes under Fath Ali Shah och Nasser-ol-Din Shahs tid vid makten.
Qajarkungars kröningar och formella hovceremonier hölls på terrassen. Den sista kröningen som hölls på Takht-e-Marmar var kröningen av den självutnämnde kungen Reza Khan Pahlavi 1925.

### Khalvat Karim Khani
Byggnaden, som daterar sig till 1759, var en del av Karim Khan Zands inre residens. Den grundläggande strukturen av Khalvat-e-Karim Khani liknar Takht-e-Marmar. Liksom den senare, är den en terrass (iwan). Det finns en liten marmortron innanför terrassen. Byggnadsverket är betydligt mindre än Takht-e-Marmar och har mycket färre utsmyckningar. Det fanns tidigare en liten damm med en fontän i mitten av terrassen. Vatten från en underjordisk vattenkanal (kungens qanat) flödade från fontänen ner i dammen och användes sedan till att bevattna palatsets trädgårdar.
Nasser-ol-Din Shah var förtjust i detta hörn av Golestanpalatset. Han sägs ha tillbringat mycket tid här med att vila och i lugn eftertanke röka sin vattenpipa. En del tror att det var här han gav byggnaden dess namn, Khalvat. Det verkar anmärkningsvärt, men gravstenen efter Nasser-ol-Din Shah kom till sist kom att hamna i detta tysta hörn av palatset efter att ha varit felplacerad en tid.

### Hoze Khaneh

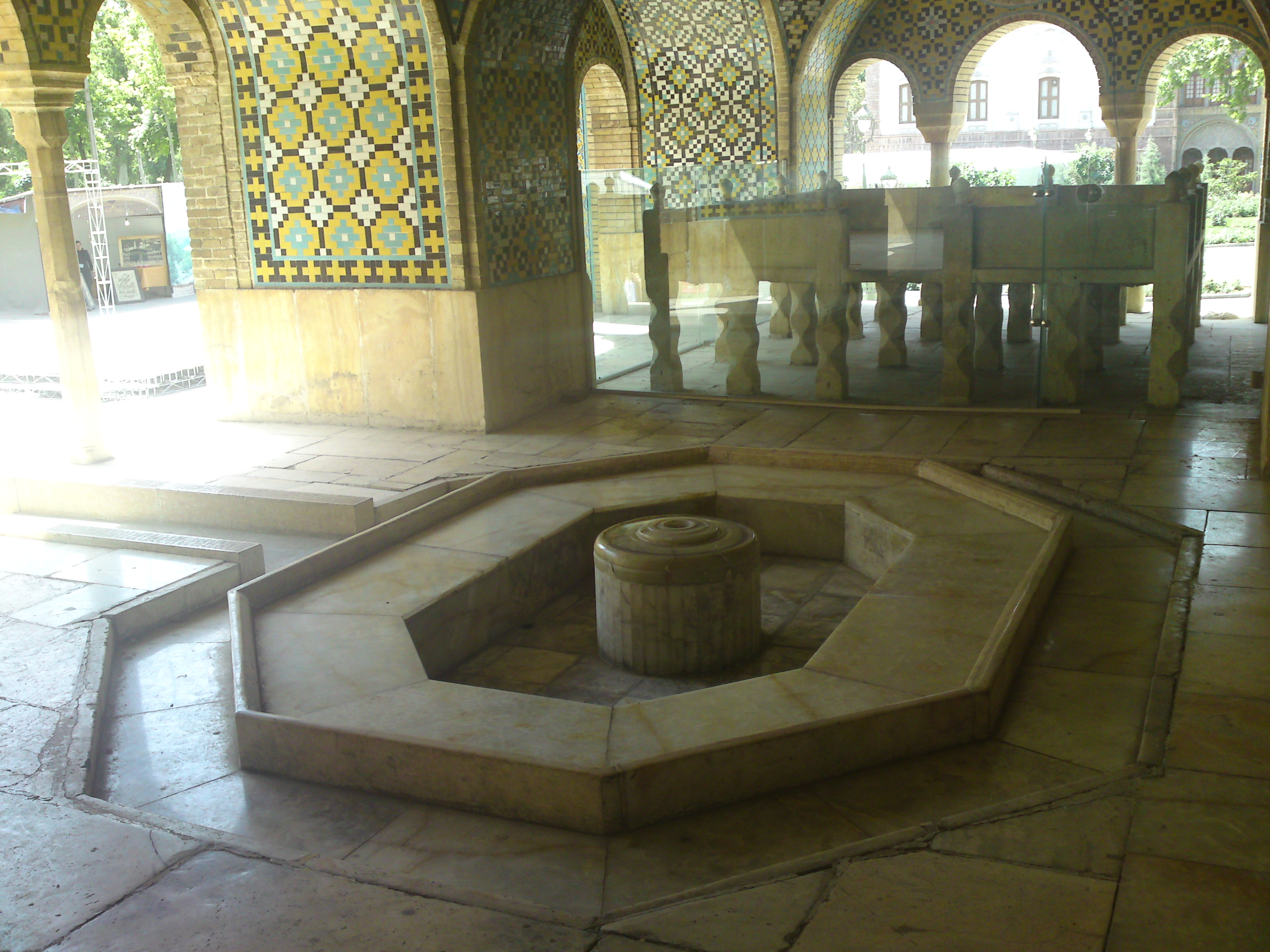
Takht Marmar Fat′h-Ali Shah Qajar och Howz Khaneh.

Verk av europeiska konstnärer som getts till Qajars hov visas i Hoze Khaneh.
Hoze Khaneh användes som sommarkammare under Qajardynastins era. Ett speciellt kylningssystem pumpade vatten från ett underjordiskt system av vattenkanaler (qanats) – i detta fall kungens qanat - ut i en små dammar inne i kammaren. Hoze betyder damm, därav namnet Hoze Khaneh. Systemet gjordes för att vattnet skulle passera så många sommarrum som man behövde. Vattnet fördes sedan till utsidan för att bevattna de kungliga trädgårdarna. På grund av dess negativa effekter vad gäller fukt, används systemet inte längre.

### Negar Khaneh
Nasser-ol-Din Shah var mycket imponerad av utställningen med artefakter och värdeföremål på europeiska museer under sin andra Europaresa omkring 1872. Efter att han återkommit till Teheran ville han bygga ett museum för att visa upp målningar, kungliga juveler och andra kungliga föremål.
Museets ursprungliga samling är nu spridd bland Teherans många museer. Målningarna av det kungliga hovet är dock kvar på Golestanpalatset - tillsammans med de europeiska målningarna i Hoze Khaneh och persiska målares verk i Negar Khaneh (galleriet). De persiska målarnas verk, som visas i två avdelningar, är tänkta att visa konstens utveckling i Persien under Qajareran. I södra delen av Negar Khaneh finns verk av tidiga mästare såsom Mirza Baba, Mehr Ali Afshar, Ali Akbar Khan Mozaien-ol-Douleh och Aboul Hassan Sani (Sanie-ol-Molk).
Norra delen av Negar Khaneh var kungliga vaktens plats under Mohammad Reza Pahlavis tid. Norra salen genomgick ett omfattande renoveringsarbete 1995 och innehåller nu arbeten av senare mästare såsom Mahmoud Khan Saba (Malek-ol-Shoara), Mohammad Gafari Kashani (Kamal-ol-Molk), Mehri, Mosa Momayez.

### Talar Berelian
Talar-e Berelian (Glanssalen) fick sitt namn eftersom den är täckt med utsökt spegelarbeten av persiska konstnärer. Salen byggdes av Nasser-ol-Din för att ersätta en annan sal kallad Talar Bolour (Kristallsalen). Talar Bolour, som byggdes av Fath Ali Shah har förstörts av fukt. Salen är känd för dess spegelarbeten och kristallkronor. En oljemålning av Yahya Khan Sanie-ol-Molk Ghafari, som finns i Golestanpalatset, visar salens dekorationer före renoveringen som gjordes av Mozafar-ol-Din Shah (regent 1896-1907).
I det etnografiska galleriet i Horshammuseet i Horsham, Storbritannien visas en persisk bricka. Brickan kommer från Golestanpalatset. Den härrör från entrén till rummet Salone Beriliyon (strålande diamant) och kan ha tagits från platsen under ombyggnaden av palatset 1867-1892. Den hittades krossad under en grindstolpe i Shipley, och donerades av upphittarna till museet.

### Gåvomuseet
Denna byggnad ligger under Talar Salam och är en del av det första persiska museet, som byggdes av Mohamad Ebrahim Khan Memar Bashi.
Under Nasser-ol-Dins era användes byggnaden för att förvara kinesiskt porslin och silverföremål som getts till Qajardynastins härskare. Under Pahlavidynastins era omvandlades denna lagerlokal till ett museum för att visa upp ovanliga gåvor, som getts till Qajardynastins kungar.
Idag finns förutom gåvorna, ett par ovanliga objekt i detta museum, däribland:   
1. En hjälm av kung Esmail Safavid.
2. Pil och bågar av kung Nader.
3. Ett armband av Fath Ali Shah.
4. En samling med Qajarsigill.
5. Aga Mohamad khans krona.
6. Ett dekorerat strutsägg.

### Talar Zoroof
Denna byggnad ersatte Narenjestanbyggnaden norr om Talar Adj. Allt kinesiskt porslin som europeiska kungar skänkt till Qajardynastins härskare togs till detta rum och arrangerades i montrar.
Allt kinesiskt porslin som visas i detta rum är ovanligt och vackert. Bland detta finns:
1. Porslin som visar Napoleonkrigen av Napoleon I.
2. Porslin från kung Nicoli I.
3. Porslin översållat med pärlor och juveler, som skänkts av Drottning Victoria.
4. Porslin från kung Vilhelm tillägnat den persiska kronprinsessan.
5. En uppsättning gjord med malakitsten, som getts av Alexander III.

### Talar Adj
Talar-e Adj (Elfenbenssalen) är en stor sal som användes som matsal. Den var dekorerad med gåvor som europeiska monarker gett till Nasser-ol-Din Shah.
I Golestanpalatsets samling finns en målning i vattenfärg av Mahmoud Khan Malek-ol-Shoara, som visar salens utseende under Qajardynastins era.

### Talar Aineh

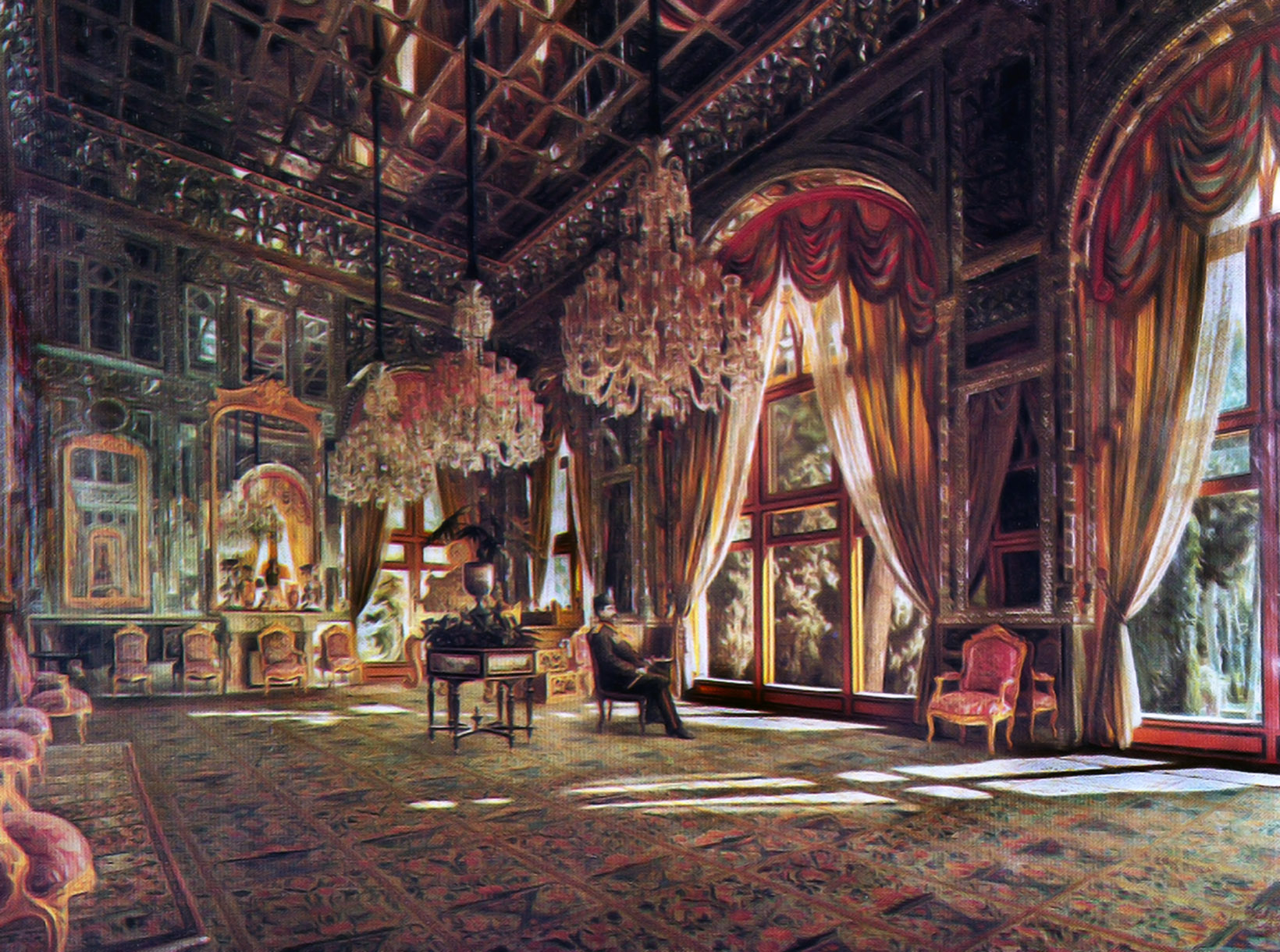
Spegelsalen

Talar-e Aineh (Spegelsalen) är den mest kända av palatsets rum. Denna relativt lilla sal är känd för sitt enastående spegelarbete. Hallen designades av Haj Abdoul Hossein Memar bashi (Sanie-ol-Molk) med arkitekturministern Yahaya Khan Moetamed-ol-Molks hjälp.

### Talar Salam

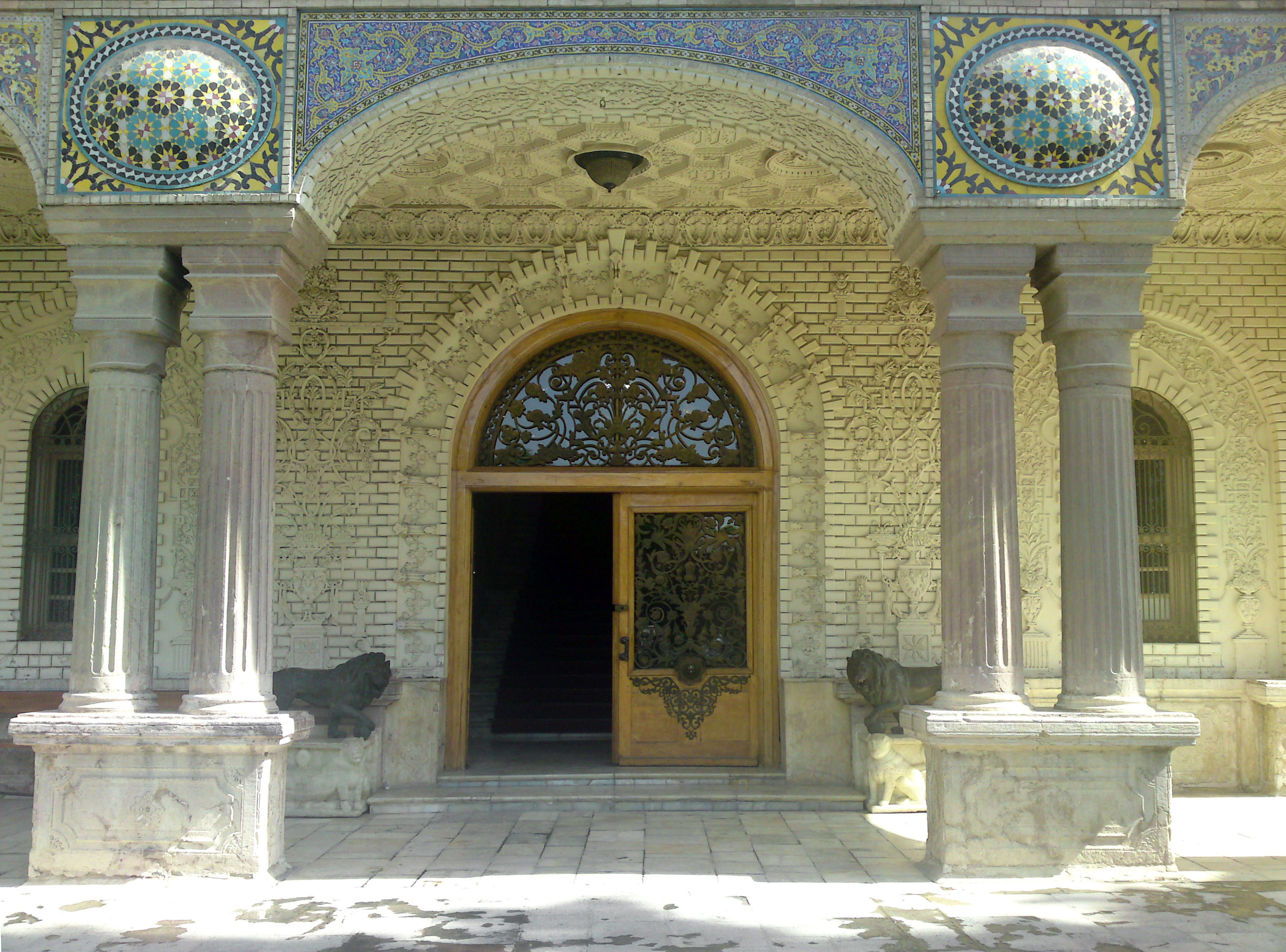
Entréhallen.

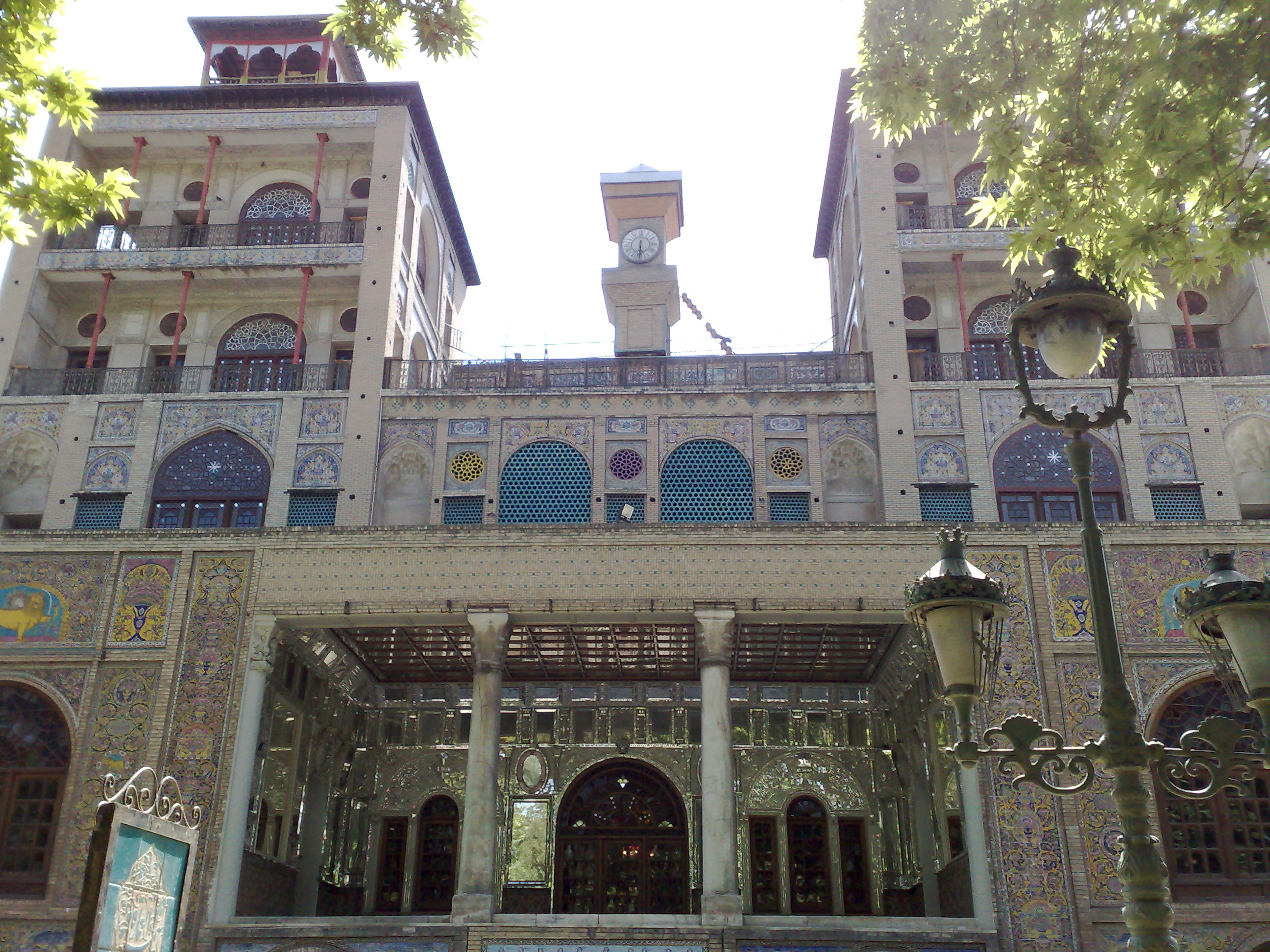
Shams-ol-Emareh.

Talar Salam (Mottagningshallen) var ursprungligen ett museum. Efter att Takht-e-Tavoos (Irans berömda juvelsmyckade påfågelstron) flyttades till den kungliga juvelsamlingen på centralbanken, kom hallen att användas till speciella mottagningar med kungens närvaro, därav namnet Talar Salam.
Turister och sändebud från europeiska hov som kom till citadellet under Nasser-ol-Din Shahs tid, talade om denna enastående sal och jämförde den med dess europeiska motsvarigheter.
Salen har utsökta spegelarbeten. Taket och väggarna har dekorerats med gipsgjutningar. Golvet är täckt med mosaik.
Under Nasser-ol-Din Shahs styre användes salen för att visa persiska och europeiska målningar vid sidan om gåvor som getts till det persiska hovet. Kungliga juveler visades också i glasmontrar. Dessa juveler finns idag på Kungliga juvelmuseet på Irans centralbank.

### Shams-ol-Emareh
Shams-ol-Emareh (Solbyggnaden) är den mest slående av Golestanpalatsets byggnader.
Idén att bygga en stor byggnad fick Nasser-ol-Din Shah från bilder på europeiska byggnadsverk. Monarken ville ha en byggnad från vilken han kunde få en vidunderlig utsikt över staden.
Byggnaden, som ritades av arkitekten Ali Mohammad Kashi, började byggas 1865 och stod klar två år senare. Den har två identiska torn. Exteriören har multipla bågar, ett avancerat kakelarbete och ornamenterade fönster. Byggnaden är en blandning av persisk och europeisk arkitektur.

### Emarat Badgir
Emarat Badgir (Vindtornens byggnad) byggdes under Fath Ali Shahs styre (omkring 1806). Byggnaden genomgick omfattande renoveringar, däribland strukturmässiga förändringar, under Nasser-ol-Din Shahs regeringstid. En vattenfärgsmålning av Mahmood Khan Malek-ol-Shoara avbildar byggnadens ursprungliga utseende.
Byggnaden flankeras av två rum kallade goshvar (örhängen). Det finns ett centralt rum som hyser Golestanpalatsets mest välgjorda fönster med glasmålningar. På utsidan finns fyra vindtorn med blått, gult och svart kakel och försedda med gyllene kupoler. Vindtornen är byggda för att få den kylande vinden att flöda igenom byggnaden.

### Talar Almas
Talar Almas (Diamantsalen) är belägen i Golestanpalatsets södra flygel intill Badgirhuset. Den kallas Diamantsalen för sitt exceptionella spegelverk inne i byggnaden.
Byggandet av denna sal började under Fath Ali Shahs tid vid makten (kring 1806). Nasser-ol-Din Shah byggde om denna sal, ändrade dess utseende och ersatte hallens ogivala bågar med romerska sådana. Han beslutade även att väggarna skulle täckas med tapeter importerade från Europa. Då byggnadens grundläggande struktur är från Fath Ali Shahs era, är det passande att salen är tillägnad konst och hantverk från denna tid.

### Abyazepalatset
Den osmanske sultanen Abdoulhamid sände åtråvärda gåvor till Nasser-ol-Din Shah. Enligt uppgift var det mängder av gåvor, många nog att fylla ett slott. Qajarmonarken var förtjust i gåvorna. Han beslutade bygga en utställningspaviljong värdig gåvorna inom palatsets område. Man tror att Nasser-ol-Din Shah själv stod för designen av byggnaden, med en central sal stor nog för den matta som sultan Abdoulhamid skickat.
Abayazepalatset, färdigställt 1883, innehåller idag ett av Irans mest intressanta etnologiska museum. Det finns en färgstark utställning med traditionella persiska klädedräkter och folkkonst.

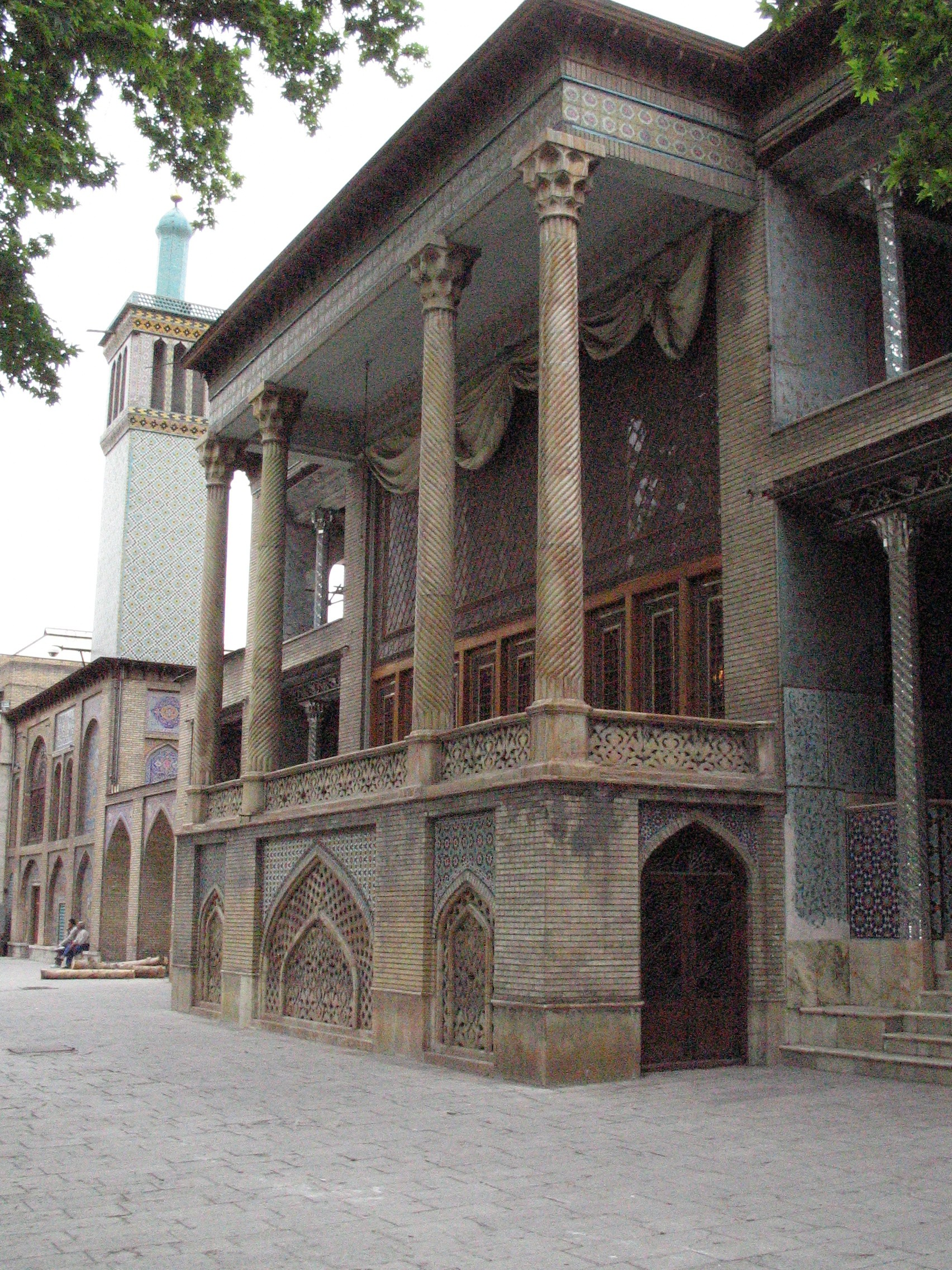
"Emarat-e Badgir", eller den så kallade "Vindtornens byggnad" finns i den östra sektionen av det inhägnade området.
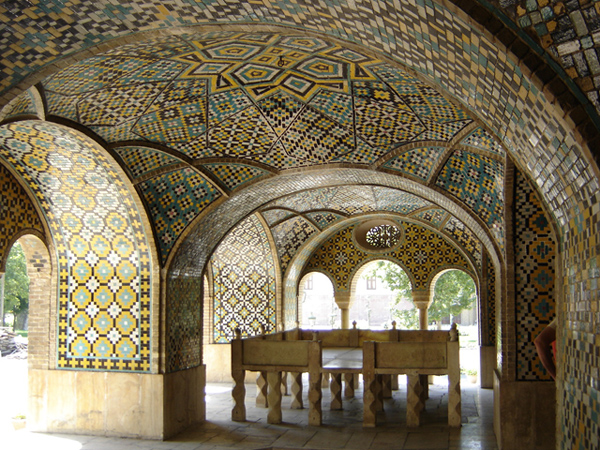
Khalvat-e Karimkhani var en plats ägnad åt stilla reflektion innanför palatsets murar.
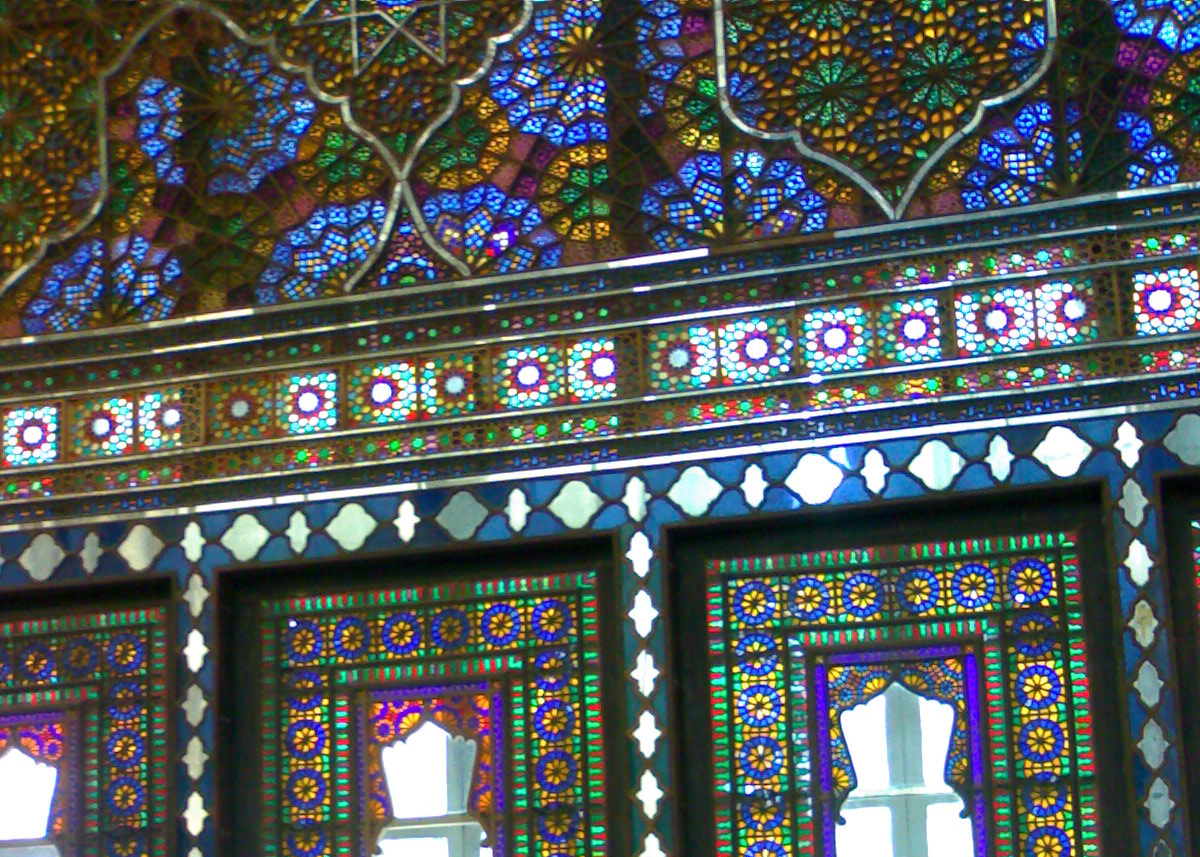
Orosi-fönster i palatset.

Med sitt nuvarande utseende är Golestanpalatset resultatet av cirka 400 års byggande och ombyggnader. Byggnaderna som står där idag har varit och är en unik historia.
11 oktober 2005 satte Organisationen för kulturarv, hantverk och turism upp palatset på Irans tentativa världsarvslista. 23 juni 2013 fick Golestanpalatset världsarvsstatus i samband med världsarvskommitténs möte i Phnom Penh.
Kushk of Shams-ol-Emareh byggdes av Ustad Muhammad-ali Kashi 1867.
Golestanpalatset drivs idag av Organisationen för kulturarv, hantverk och turism (persiska: سازمان میراث فرهنگی، صنایع دستی و گردشگری).